# مطار بيشة المحلي
مطار بيشة المحلي (إياتا: BHH، إيكاو: OEBH) هو مطار محلي يبعد عن وسط مدينة بيشة إحدى مدن منطقة عسير جنوب غرب السعودية حوالي 2 كم في الاتجاه الشرقي، يرجع تاريخ إنشاء المطار إلى عام 1953، ويعد مطار بيشة أول مطار في منطقة عسير تهبط فيه الطائرات، عندما قدم أمير بيشة محمد بن هديان وأهالي بيشة بدعوة الملك سعود بن عبد العزيز آل سعود لزيارة منطقة بيشة. وتم إرسال طائرة داكوتا كرحلة تجريبية وهبطت على المهبط الترابي بجوار الجبل وبعد ذلك اتضح أنه صالح لهبوط الطائرات، ثم قدم الملك ومرافقوه تقلهم ثلاث طائرات داكوتا وهبطت في نفس العام. وبعد انتهاء الزيارة أصدر الملك سعود أوامره بتسيير رحلات إلى بيشة وتم ذلك عام 1954، ويخدم المطار عدد من المحافظات المجاورة المراكز والقرى التابعة لهذه المحافظات ومن أهمها محافظة سبت العلايا وضواحيها، وتبلغ مساحة أرض المطار حوالي 46.372م2.

## خطوط وشركات الطيران
- الخطوط الجوية العربية السعودية (الدمام، جدة، الرياض)

وكان آنذاك وكيل الخطوط السعودية الأستاذ/ موسى العواد الجهني وكان وقتها وكيلا لإمارة بيشه
وبعد أن أنشأت مصلحة الطيران المدني تم تعيين الأستاذ/ محمد بن سليمان الرواف مأمور لمطار بيشة (المسمى القديم لمدير المطار) آنذاك وقد أستمر في إدارة المطار أكثر من أربعون عاماً .
كان موسى العواد أول وكيلا للخطوط السعودية وأول مدير للمطار وكان وقتها تبع الطيران المدني وبعد ذلك اتى من بعده في الإدارة الأستاذ الرواف بترشيح من موسى العواد لأنه عمل أميرا لسبت العلايه
- طيران ناس (أبها، الرياض)

## مشروعات التطوير
كانت هناك عدة مراحل للتطوير في تاريخ مطار بيشة .
حيث أنه بدأ بخيمة صغيرة يتجمع بها الركاب حتى وصول الرحلة .
ثم أنشأ مبنى جديد يضم صالات ومكاتب واستمر العمل به لمدة .
وبعد ذلك تم تطوير آخر وذلك بإنشاء صالات للسفر ومبنى للصالة الملكية ومبنى لوحدة الإطفاء والإنقاذ والشرطة الجوية وغيره من مباني.
تم توسعة المبنى الرئيسي وتطويره ليستوعب حركة المسافرين في حدود 400 راكب/ساعة ولتصبح مساحة الصالة الجديدة حوالي 6158م2 بدلا من الصالة القديمة والتي كانت تبلغ مساحتها 2430م2، وقد تم تطوير مبنى الإطفاء والإنقاذ لتصبح مساحته 2630م2، وتم أيضا إنشاء مبنى جديد لإدارة المطار على طابقين مجموع مساحته 857م، وكذلك تم توسعة وتحسين صالة كبار الشخصيات لاستيعاب 120 شخص.